# Carlos Slim Helú
Carlos Slim Helú  (ur. 28 stycznia 1940 w mieście Meksyk) – meksykański przedsiębiorca, magnat telekomunikacyjny, właściciel Telmexu. Według magazynu „Forbes” jest siódmy na liście najbogatszych ludzi świata (w 2018) z majątkiem szacowanym na 67,1 mld dolarów, syn emigrantów z Libanu, znany z działań charytatywnych.
W marcu 2008, według magazynu „Forbes”, był drugi na liście najbogatszych ludzi świata – za Warrenem Buffettem, a przed Billem Gatesem. W ciągu dwóch lat jego majątek wzrósł do ponad 60 miliardów dolarów.
Według listy najbogatszych ludzi na świecie opublikowanej 11 marca 2009 roku przez magazyn „Forbes” Slim spadł w rankingu na trzecią pozycję. Jego majątek w ciągu roku spadł o 25 miliardów dolarów i wynosił 35 miliardów dolarów.
Według listy opublikowanej 10 marca 2010 Slim stał się najbogatszym człowiekiem świata, tuż za nim uplasowali się Gates i Buffett. Szacuje się, że w ciągu roku 2009 fortuna Carlosa Slima zwiększyła się o 18,5 mld i wynosiła w 2010 roku 53,5 mld dolarów; w ciągu 2010 wzrosła o kolejne 20 miliardów i wyniosła 74 mld dolarów.
1 marca 2012 jego majątek wynosił już 69 miliardów dolarów. Kolejny raz Carlos Slim znalazł się na pierwszym miejscu listy „Forbesa”, wyprzedzając konkurentów: założyciela Microsoftu Billa Gates – miejsce drugie (61 mld dolarów) oraz Warrena Buffett stojącego na czele funduszu inwestycyjnego Berkshire Hathaway (44 mld dolarów) – miejsce trzecie.
W sierpniu 2012 poprzez nabycie 30% udziałów w przedsiębiorstwie Grupo Pachuca został współwłaścicielem dwóch meksykańskich klubów piłkarskich – pierwszoligowych CF Pachuca i Club León. W listopadzie 2012 wykupił 33% akcji hiszpańskiego trzecioligowca Real Oviedo, natomiast miesiąc później został udziałowcem Estudiantes Tecos (potem pod nazwą Mineros de Zacatecas) z drugiej ligi meksykańskiej, po zakupie tego zespołu przez Grupo Pachuca.
Według rankingu z 2013 najbogatszy człowiek świata z majątkiem szacowanym na 73 mld dolarów. W 2014 roku stracił pierwsze miejsce na liście na rzecz Billa Gatesa.